# Марко Живков
Марко Живков (Кикинда, 19. децембра 1991) српски је фудбалер који игра на позицији голмана и тренутно наступа за Слободу из Нових Козараца.

## Каријера
Марко Живков је своју фудбалску каријеру започео у родној Кикинди, где је наступао за истоимени клуб у Српској лиги Војводине, током такмичарске 2008/09. Након те сезоне прешао је у екипу Слободе из Нових Козараца, са којом је освојио Војвођанску лигу Исток и након једне сезоне у четвртом степену такмичења, поново се вратио у Српску лигу Војводине. Почетком 2011. вратио се у матичну ОФК Кикинду, где се задржао наредних годину дана, а потом је напустио напустио клуб и приступио Сенти. Гол Сенте бранио је све до лета 2016, када је клуб одустао од такмичења у трећем рангу. Живков је клуб напустио као слободан играч, док је место у Српској лиги Војводина попунио је Вршац. Непосредно након тога, Живков је постао нови играч Бечеја, са којим је у наредне две године освојио трофеј у Војвођанској лига Север, као и у Српској лиги Војводине. Такође, Живков је као играч Бечеја представљао аматерску репрезентација Војводине. После испадања клуба из Првој лиги Србије, Живков је напустио Бечеј и по други пут у својој каријери приступио екипи новокозарачке Слободе, почетком јула 2019.

## Статистика

#### Клупска
| Клуб                 | Сезона   | Лига                   | Лига    | Лига   | Национални куп | Национални куп | Европа  | Европа | Остало  | Остало | Укупно  | Укупно |
| Клуб                 | Сезона   | Дивизија               | Наступа | Голова | Наступа        | Голова         | Наступа | Голова | Наступа | Голова | Наступа | Голова |
| -------------------- | -------- | ---------------------- | ------- | ------ | -------------- | -------------- | ------- | ------ | ------- | ------ | ------- | ------ |
| ОФК Кикинда          | 2008/09. | Српска лига Војводина  | 9       | 0      | —              | —              | —       | —      | —       | —      | 9       | 0      |
|                      |          |                        |         |        |                |                |         |        |         |        |         |        |
| Слобода Нови Козарци | 2009/10. | Војвођанска лига Исток | —       | —      | —              | —              | —       | —      | —       | —      | —       | —      |
| Слобода Нови Козарци | 2010/11. | Српска лига Војводина  | 15      | 0      | —              | —              | —       | —      | —       | —      | 15      | 0      |
| Слобода Нови Козарци | Укупно   | Укупно                 | 15      | 0      | —              | —              | —       | —      | —       | —      | 15      | 0      |
|                      |          |                        |         |        |                |                |         |        |         |        |         |        |
| ОФК Кикинда          | 2010/11. | Српска лига Војводина  | 14      | 0      | —              | —              | —       | —      | —       | —      | 14      | 0      |
| ОФК Кикинда          | 2011/12. | Српска лига Војводина  | 15      | 0      | —              | —              | —       | —      | —       | —      | 15      | 0      |
| ОФК Кикинда          | Укупно   | Укупно                 | 38      | 0      | —              | —              | —       | —      | —       | —      | 38      | 0      |
|                      |          |                        |         |        |                |                |         |        |         |        |         |        |
| Сента                | 2011/12. | Српска лига Војводина  | 13      | 0      | —              | —              | —       | —      | —       | —      | 13      | 0      |
| Сента                | 2012/13. | Српска лига Војводина  | 28      | 0      | —              | —              | —       | —      | —       | —      | 28      | 0      |
| Сента                | 2013/14. | Српска лига Војводина  | 27      | 0      | —              | —              | —       | —      | —       | —      | 27      | 0      |
| Сента                | 2014/15. | Српска лига Војводина  | 29      | 0      | —              | —              | —       | —      | —       | —      | 29      | 0      |
| Сента                | 2015/16. | Српска лига Војводина  | 29      | 0      | —              | —              | —       | —      | —       | —      | 29      | 0      |
| Сента                | Укупно   | Укупно                 | 126     | 0      | —              | —              | —       | —      | —       | —      | 126     | 0      |
|                      |          |                        |         |        |                |                |         |        |         |        |         |        |
| Бечеј                | 2016/17. | Војвођанска лига Север | 27      | 0      | —              | —              | —       | —      | 2       | 0      | 29      | 0      |
| Бечеј                | 2017/18. | Српска лига Војводина  | 29      | 0      | —              | —              | —       | —      | 2       | 0      | 31      | 0      |
| Бечеј                | 2018/19. | Прва лига Србије       | 30      | 0      | —              | —              | —       | —      | —       | —      | 30      | 0      |
| Бечеј                | Укупно   | Укупно                 | 86      | 0      | —              | —              | —       | —      | 4       | 0      | 90      | 0      |
|                      |          |                        |         |        |                |                |         |        |         |        |         |        |
| Слобода Нови Козарци | 2019/20. | Војвођанска лига Исток | 0       | 0      | —              | —              | —       | —      | —       | —      | 0       | 0      |
|                      |          |                        |         |        |                |                |         |        |         |        |         |        |
| Каријера             | Каријера | Каријера               | 265     | 0      | —              | —              | —       | —      | 4       | 0      | 269     | 0      |

- Ажурирано 27. јула 2019. године.[3]

## Трофеји и награде
Слобода Нови Козарци
- Војвођанска лига Исток: 2009/10.[5]

Бечеј
- Војвођанска лига Север: 2016/17.[10]
- Српска лига Војводина: 2017/18.[11]